# Ucraina all'Eurovision Young Musicians
L'Ucraina ha debuttato all'Eurovision Young Musicians 2008, svoltosi a Vienna, in Austria, non riuscendo a qualificarsi per la finale. La nazione si ritira due anni dopo dalla competizione, non partecipando all'edizione 2010. Dopo essere tornata in gara una seconda volta nel 2012, si è ritirata dalla competizione. La nazione torna avrebbe dovuto partecipare nel 2020, dopo 6 anni di assenza, ma l'evento è stato cancellato a causa della pandemia di COVID-19.

## Partecipazioni
- Primo posto
- Secondo posto
- Terzo posto

| Anno                                    | Artista             | Strumento           | Canzone | Posizione           | Posizione           |                     |
| Anno                                    | Artista             | Strumento           | Canzone | Finale              | Semifinale          |                     |
| --------------------------------------- | ------------------- | ------------------- | --- | ------------------- | ------------------- | ------------------- |
| 2008                                    | Anna Fedorova       | Pianoforte          | 1) Sonata, Op. 57, I mv., Ludwig van Beethoven 2) Trois Valses Opus 70 N1, Frédéric Chopin 3) Trois Valses Opus 34 N3 Frédéric Chopin | Non qualificata     | Non qualificata     |                     |
| Nessuna partecipazione nel 2010         |                     |                     | |                     |                     |                     |
| 2012                                    | Bohdan Ivasyk       | Violino             | 1) Tzigane di Maurice Ravel 2) Melody di Myroslav Skoryk                                                                              | Non qualificata     | Non qualificata     |                     |
| Nessuna partecipazione dal 2014 al 2018 |                     |                     | |                     |                     |                     |
| 2020                                    | Edizione cancellata | Edizione cancellata | Edizione cancellata | Edizione cancellata | Edizione cancellata | Edizione cancellata |
| Nessuna partecipazione dal 2022 al 2024 |                     |                     | |                     |                     |                     |